# Daniël Breedijk
Daniël Breedijk (Rotterdam, 13 februari 1995) is een Nederlands voormalig voetballer die doorgaans speelde als centrale verdediger. Tussen 2013 en 2023 was hij actief voor Sparta Rotterdam, FC Dordrecht, Almere City en Helmond Sport.

## Clubcarrière
Breedijk speelde al vroeg in zijn jeugd in de jeugdopleiding van Sparta Rotterdam. In de zomer van 2013 werd hij overgeheveld naar de eerste selectie van de club. Op 29 september maakte de verdediger zijn debuut. Er werd met 0–3 gewonnen op bezoek bij Telstar en Breedijk viel vijf minuten voor tijd in voor Gijs Luirink. Zijn debuut op Het Kasteel maakte hij op 8 december 2013 in de stadsderby tegen Excelsior. In totaal kwam hij in het seizoen 2013/14 tot vijftien competitiewedstrijden. Nadat hij het seizoen erop liefst vijfendertig wedstrijden speelde, raakte hij geblesseerd. Twintig maanden stond de centrumverdediger met zijn blessure langs de lijn. Aan het einde van het seizoen 2016/17, toen hij net zijn rentree had gemaakt bij de beloften, kreeg hij een vernieuwd contract, tot medio 2018. In het seizoen 2017/18 speelde Breedijk tot de winterstop geen enkele minuut in het eerste elftal van Sparta, waarop hij besloot om te verkassen naar FC Dordrecht. In het voorjaar van 2019 werd de optie in het contract van Breedijk gelicht waardoor hij tot medio 2020 vastgelegd werd.
Na afloop van dit contract tekende hij voor twee seizoenen bij Almere City. In zijn tweede seizoen gaat het op 10 oktober 2021 in de thuiswedstrijd tegen De Graafschap mis. Na eerder in de wedstrijd al hij al een blessurebehandeling te hebben ondergaan, vroeg hij later om een wissel. Een aantal dagen later maakt de club bekend dat Breedijk zijn knieband heeft afgescheurd en de rest van het seizoen bezig zal zijn met herstel. Na zijn herstel vertrok hij bij Almere om voor een jaar bij Helmond Sport te tekenen. Voor Helmond Sport zou hij uiteindelijk niet in actie komen, voor hij door blessureleed besloot een punt achter zijn actieve loopbaan te zetten, op zevenentwintigjarige leeftijd.

## Clubstatistieken
| Seizoen | Club             | Competitie     | Competitie | Competitie | Beker | Beker | Internationaal | Internationaal | Nacompetitie | Nacompetitie | Totaal | Totaal |
| Seizoen | Club             | Competitie     | Wed.       | Dlp.       | Wed.  | Dlp.  | Wed.           | Dlp.           | Wed.         | Dlp.         | Wed.   | Dlp.   |
| ------- | ---------------- | -------------- | ---------- | ---------- | ----- | ----- | -------------- | -------------- | ------------ | ------------ | ------ | ------ |
| 2013/14 | Sparta Rotterdam | Eerste divisie | 15         | 0          | 0     | 0     | —              | —              | 6            | 0            | 21     | 0      |
| 2014/15 | Sparta Rotterdam | Eerste divisie | 35         | 3          | 2     | 0     | —              | —              | —            | —            | 37     | 3      |
| 2015/16 | Sparta Rotterdam | Eerste divisie | 0          | 0          | 0     | 0     | —              | —              | 0            | 0            | 0      | 0      |
| 2016/17 | Sparta Rotterdam | Eredivisie     | 0          | 0          | 0     | 0     | —              | —              | —            | —            | 0      | 0      |
| 2017/18 | Sparta Rotterdam | Eredivisie     | 0          | 0          | 0     | 0     | —              | —              | 0            | 0            | 0      | 0      |
| 2017/18 | FC Dordrecht     | Eerste divisie | 17         | 1          | 0     | 0     | —              | —              | 4            | 0            | 21     | 1      |
| 2018/19 | FC Dordrecht     | Eerste divisie | 37         | 3          | 1     | 0     | —              | —              | —            | —            | 38     | 3      |
| 2019/20 | FC Dordrecht     | Eerste divisie | 13         | 1          | 0     | 0     | —              | —              | —            | —            | 13     | 1      |
| 2020/21 | Almere City      | Eerste divisie | 23         | 3          | 0     | 0     | —              | —              | 1            | 0            | 24     | 3      |
| 2021/22 | Almere City      | Eerste divisie | 8          | 1          | 0     | 0     | —              | —              | —            | —            | 8      | 1      |
| 2022/23 | Helmond Sport    | Eerste divisie | 0          | 0          | 0     | 0     | —              | —              | 0            | 0            | 0      | 0      |
| Totaal  | Totaal           | Totaal         | 148        | 12         | 3     | 0     | 0              | 0              | 11           | 0            | 162    | 12     |